# Termon Lough SAC
Termon Lough SAC este o arie protejată (sit de importanță comunitară — SCI) din Irlanda întinsă pe o suprafață de 211,7 ha, integral pe uscat.

## Localizare
Centrul sitului Termon Lough SAC este situat la coordonatele 53°01′48″N 8°52′19″W / 53.029909°N 8.872002°V.

## Înființare
Situl Termon Lough SAC a fost declarat sit de importanță comunitară în noiembrie 1997 pentru a proteja 10 specii de animale.

## Biodiversitate
Situată în ecoregiunea atlantică, aria protejată conține 1 habitat natural: Turlough.
La baza desemnării sitului se află mai multe specii protejate de  păsări (10): rață fluierătoare (Anas penelope), rață mare (Anas platyrhynchos), rață-cu-cap-castaniu (Aythya ferina), rața moțată (Aythya fuligula), lebădă de iarnă (Cygnus cygnus), lișiță (Fulica atra), becațină comună (Gallinago gallinago), pescăruș râzător (Larus ridibundus), corcodel mare (Podiceps cristatus), nagâț (Vanellus vanellus).
Pe lângă speciile protejate, pe teritoriul sitului au mai fost identificate 1 specie de plante, 1 specie de păsări, 1 specie de nevertebrate.